# Нано-
Нано- (грец. νᾶνος, гном, карлик) — префікс у системі одиниць SI, що означає множник 10−9.
Уведена 1960 року.
Найчастіше використовується для вимірювання часу (наносекунда) або відстані (нанометр) в основному в комп'ютерах та електроніці, та виокремилась у окремий рівень, що називається нанотехнології.